# Os Pinos
Os Pinos és l'himne nacional de Galícia. El text són les dues primeres parts del poema Queixumes dos pinos d'Eduardo Pondal i la música està composta per Pascual Veiga. Va ser adoptat oficialment com a himne després de l'aprovació de l'Estatut d'Autonomia de Galícia el 1981.

## Història
Es va estrenar a l'Havana en 1907 i, com la Bandera de Galícia, és fruit de l'emigració. Des de 1907 fins a 1923, l'himne gallec va ser cantat per regionalistes i agraristes en els seus actes i a poc a poc va anar sent acceptat. Quan es va prohibir l'ús durant la dictadura de Primo de Rivera, les societats gallegues d'Amèrica van intensificar el seu interès per la seva interpretació pública. Amb la Segona República va adquirir reconeixement oficial.
Es va evitar durant el franquisme i fins i tot durant l'etapa d'aperturisme només es cantava, com a màxim, en actes culturals i com una cançó més dintre del folklore gallec. Des de 1960 comença a interpretar-se de manera més explícita, encara que dissimulant els seus aspectes ideològics. En concret, es cantava només la primera part.
En 1975, mentre tenien lloc uns actes folklòrics en la festa de l'Apòstol, la gent va començar a aixecar-se per a cantar-lo. A l'any següent es va instaurar aquest costum de manera definitiva en la Praza da Quintana, ratificat també per les autoritats assistents. Els centralistas l'assumirien, finalment, en la campanya electoral de 1977.
La primera gravació de la qual es té constància la va realitzar el Coro Cantigas e Aturuxos de Lugo el 19 de novembre de 1918.

## Lletra
El 1890, quan es va escriure el poema original, encara no existia una norma ortogràfica establerta del gallec. La lletra de l'himne oficialitzada el 1984 segueix la normativa ortogràfica vigent en aquell any, motiu pel qual existeixen certes diferències gràfiques entre la lletra oficial de l'himne i la versió original del poema d'Eduardo Pondal.
| Lletra original de 1890 Que din os rumorosos Na costa verdecente, Ó rayo trasparente, Do prácido luar...? Que din as altas copas D'escuro arume arpado, Co seu ben compasado, Monótono fungar...? Do teu verdor cingido, É de benígnos astros, Confin dos verdes castros, E valeroso clán, Non dés a esquecemento, Da injuria o rudo encono; Despérta do teu sono, Fogar de Breogán. Os boos e generosos, A nosa voz entenden; E con arroubo atenden, O noso rouco son; Mas, sós os ignorantes, E férridos e duros, Imbéciles e escuros No-nos entenden, non. Os tempos son chegados, Dos bardos das edades, Q'as vosas vaguedades, Cumprido fin terán; Pois donde quer gigante, A nosa voz pregóa, A redenzón da bóa Nazón de Breogán. | Lletra de 1984 Que din os rumorosos na costa verdecente, ao raio transparente do prácido luar? Que din as altas copas de escuro arume arpado co seu ben compasado monótono fungar? Do teu verdor cinguido e de benignos astros, confín dos verdes castros e valeroso chan, non des a esquecemento da inxuria o rudo encono; desperta do teu sono fogar de Breogán. Os bos e xenerosos a nosa voz entenden e con arroubo atenden o noso ronco son, mais sóo os iñorantes e féridos e duros, imbéciles e escuros non nos entenden, non. Os tempos son chegados dos bardos das edades que as vosas vaguedades cumprido fin terán; pois, donde quer, xigante a nosa voz pregoa a redenzón da boa nazón de Breogán. |

La lletra original de 1890 va ser el primer text que es va publicar d''Os Pinos, que va aparèixer el 22 de maig de 1890 al fullet amb les obres presentades al certamen musical convocat per l'Orfeó núm. 4 de la Corunya que dirigia Pascual Veiga.